# Землетрясения в Тбилиси (2002)
Землетрясение 2002 года в Тбилиси произошло 25 апреля в Грузии. Национальный центр информации о землетрясениях (NEIC) США отмечает магнитуду в 4,3 M и 4,8 mb. Независимое расследование оценило общие потери в 160 миллионов долларов США, в то время как Центр исследований эпидемиологии бедствий оценил общие потери в 350 миллионов. От пяти до семи человек погибли, 52-70 получили ранения и более 1000 остались без крова.

## Тектоническая ситуация
Тбилиси находится недалеко от северной границы сложной зоны деформации, связанной с продолжающимся столкновением Аравийской плиты и Евразийской плиты . На севере горы Большого Кавказа являются результатом активной тектоники сдвигов, соединяясь на востоке с Апшеронским порогом . Южнее горы Малого Кавказа также являются результатом активной тектоники сдвигов. Весь Кавказский регион подвержен землетрясениям, самые крупные из которых связаны с активным фронтом подвижного пояса Большого Кавказа, такими как землетрясение в Раче в 1991 году. Сам Тбилиси имеет относительно низкую сейсмоактивность, хотя есть исторические записи о разрушительных землетрясениях, например в 1896 году, интенсивность которого оценивалась в VII баллов (MSK), самое сильное известное землетрясение, которое затронуло Тбилиси в исторические времена.

## Землетрясение
Землетрясению предшествовала серия форшоков, самая крупная из которых магнитудой 3,5 балла произошла 11 апреля Оценка главного толчка составила 4,7 mb (ISC), 4,8 mb (ANSS), 4,5 MS , с оценкой глубины гипоцентра 13,6 км (ISC), 10,0 км (ANSS), 5,0 км и 3,0 км. Главный толчок вызвал сотрясение большей интенсивности, чем обычно можно было бы ожидать от землетрясения такой силы. Частота также была необычно высокой (максимум 5 Гц), а продолжительность была короткой. Эпицентр находился в центре города Тбилиси, что не учитывалось в более ранних исследованиях зон потенциальных сейсмических источников.

## Ущерб
Необычно высокая частота сотрясений в сочетании с короткой продолжительностью означала, что более крупные здания или здания, построенные из железобетона, не пострадали. Напротив, больше всего пострадали малоэтажные здания из кирпича или камня, которые были сосредоточены в более старой части города. Здания, пострадавшие во время главного удара, были дополнительно повреждены некоторыми афтершоками. В общей сложности 18 000 домохозяйств серьёзно пострадали, в результате чего 69 000 человек остались без крова. Также был нанесен значительный ущерб некоторым школам и больницам.
В результате землетрясения погибло от пяти до семи человек, ещё 52-70 человек получили ранения.